# The Teardrop Explodes
A The Teardrop Explodes egy brit new wave együttes volt Liverpoolból. Az együttest 1978-ban alapították. Egyik legnagyobb sikert hozó albumuk az 1980-ban megjelent Kilimanjaro, amely szerepel az 1001 lemez, amit hallanod kell, mielőtt meghalsz című könyvben.

## Diszkográfia
- Kilimanjaro (1980)
- Wilder (1981)
- Everybody Wants to Shag... The Teardrop Explodes (1990)

## Fordítás
- Ez a szócikk részben vagy egészben  a   The Teardrop Explodes című angol Wikipédia-szócikk fordításán alapul.  Az eredeti cikk szerkesztőit annak laptörténete sorolja fel. Ez a jelzés csupán a megfogalmazás eredetét és a szerzői jogokat jelzi, nem szolgál a cikkben szereplő információk forrásmegjelöléseként.